# A・シュリーカル・プラサード
A・シュリーカル・プラサード（A. Sreekar Prasad）は、インドの編集技師。「シュリーカル・プラサード」名義でも知られている。主にヒンディー語映画、マラヤーラム語映画、タミル語映画、テルグ語映画、英語映画で活動している。2008年公開の『Firaaq』で初めて国家映画賞 編集賞を受賞した。以降、複数の映画でインド映画に貢献して国家映画賞 審査員特別賞を含む8つの賞を受賞し、リムカ公式記録のピープル・オブ・ザ・イヤ－2013に選ばれている。

## キャリア
マドラス大学で文学を専攻し、テルグ語映画を通して父から映像編集の技術を学んだ。プラサードはテルグ語映画からキャリアを始め、マラヤーラム語映画、タミル語映画を通して高い評価を得た。彼はキャリアの中で国家映画賞を8回受賞しており、代表作には『Yoddha』『Nirnayam』『Vanaprastham』『Alaipayuthey』『Dil Chahta Hai』『Kannathil Muthamittal』『Okkadu』『Aaytha Ezhuthu』『Yuva』『Navarasa』『Anandabhadram』『Guru』『Billa』『Firaaq』『Kerala Varma Pazhassi Raja』『Talvar』『RRR』『PS1 黄金の河』『PS2 大いなる船出』がある。

## 家族
父アッキネーニ・サンジーヴィはテルグ語映画の編集技師であり、伯父L・V・プラサードはテルグ語映画の重鎮として知られている。息子アクシャイ・アッキネーニは映画監督として活動しており、代表作に『Pizza』がある。彼は女優のP・S・キールダナと結婚している。

## 受賞歴

### 国家映画賞
- 編集賞（英語版）
  - 『Raakh』（1989年）
  - 『Rag Birag』（1993年）
  - 『ザ・テロリスト 少女戦士マッリ（英語版）』（1998年）
  - 『Vanaprastham』（2000年）
  - 『Kannathil Muthamittal』（2002年）
  - 『Firaaq』（2008年）
- 非長編映画編集賞（英語版）：『Nauka Caritramu』（1997年）
- 審査員特別賞（英語版）：『Kutty Srank』『Kaminey』『Kerala Varma Pazhassi Raja』（2010年）

### ケララ州映画賞
- 編集賞（英語版）
  - 『Yodha』（1992年）
  - 『Karunam』『Vanaprastham』『Jalamarmmaram』（1999年）
  - 『Sesham』（2001年）
  - 『Anandabhadram』（2005年）
  - 『Kerala Varma Pazhassi Raja』（2009年）

### ナンディ賞
- 編集賞（英語版）
  - 『Manoharam』（2000年）
  - 『Okkadu』（2003年）

### フィルムフェア賞
- 編集賞（英語版）
  - 『Dil Chahta Hai』（2002年）
  - 『Firaaq』（2010年）
  - 『Talvar』（2015年）

### ヴィジャイ・アワード
- 編集賞
  - 『Kattradhu Thamizh』（2007年）
  - 『Yavarum Nalam（2009年）

### その他
- ドバイ国際映画祭編集賞：『Firaaq』（2008年）[7]